# قائمة قرارات مجلس الأمن التابع للأمم المتحدة لعام 1998
تتضمن قائمة قرارات مجلس الأمن التابع للأمم المتحدة لعام 1998 جميع القرارات الصادرة عن مجلس الأمن التابع للأمم المتحدة خلال العام 1998.

## القائمة
| رقم القرار | الرمز            | نص القرار                         | موضوع القرار |
| ---------- | ---------------- | --------------------------------- | --- |
| 1147       | S/RES/1147(1998) | نص الوثيقة على موقع الأمم المتحدة | الحالة في كرواتيا |
| 1148       | S/RES/1148(1998) | نص الوثيقة على موقع الأمم المتحدة | الحالة المتعلقة بالصحراء الغربية |
| 1149       | S/RES/1149(1998) | نص الوثيقة على موقع الأمم المتحدة | الحالة في أنغولا |
| 1150       | S/RES/1150(1998) | نص الوثيقة على موقع الأمم المتحدة | الحالة في جورجيا |
| 1151       | S/RES/1151(1998) | نص الوثيقة على موقع الأمم المتحدة | الحالة في الشرق الأوسط |
| 1152       | S/RES/1152(1998) | نص الوثيقة على موقع الأمم المتحدة | الحالة في جمهورية أفريقيا الوسطى |
| 1153       | S/RES/1153(1998) | نص الوثيقة على موقع الأمم المتحدة | الحالة بين العراق والكويت |
| 1154       | S/RES/1154(1998) | نص الوثيقة على موقع الأمم المتحدة | الحالة بين العراق والكويت |
| 1155       | S/RES/1155(1998) | نص الوثيقة على موقع الأمم المتحدة | الحالة في جمهورية أفريقيا الوسطى |
| 1156       | S/RES/1156(1998) | نص الوثيقة على موقع الأمم المتحدة | الحالة في سيراليون |
| 1157       | S/RES/1157(1998) | نص الوثيقة على موقع الأمم المتحدة | الحالة أنغولا |
| 1158       | S/RES/1158(1998) | نص الوثيقة على موقع الأمم المتحدة | الحالة بين العراق والكويت |
| 1159       | S/RES/1159(1998) | نص الوثيقة على موقع الأمم المتحدة | الحالة في جمهورية أفريقيا الوسطى |
| 1160       | S/RES/1160(1998) | نص الوثيقة على موقع الأمم المتحدة | رسالة مؤرخة 11 آذار/مارس 1998 موجهة إلى رئيس مجلس الأمن من نائب الممثل الدائم للمملكة المتحدة لبريطانيا العظمى وأيرلندا الشمالية لدى الأمم المتحدة |
| 1161       | S/RES/1161(1998) | نص الوثيقة على موقع الأمم المتحدة | الحالة المتعلقة برواندا |
| 1162       | S/RES/1162(1998) | نص الوثيقة على موقع الأمم المتحدة | الحالة في سيراليون |
| 1163       | S/RES/1163(1998) | نص الوثيقة على موقع الأمم المتحدة | الحالة المتعلقة بالصحراء الغربية |
| 1164       | S/RES/1164(1998) | نص الوثيقة على موقع الأمم المتحدة | الحالة في أنغولا |
| 1165       | S/RES/1165(1998) | نص الوثيقة على موقع الأمم المتحدة | الحالة المتعلقة برواندا |
| 1166       | S/RES/1166(1998) | نص الوثيقة على موقع الأمم المتحدة | المحكمة الدولية لمحاكمة الأشخاص المسؤولين عن الانتهاكات الجسيمة للقانون الإنساني الدولي التي ارتكبت في إقليم يوغوسلافيا السابقة                    |
| 1167       | S/RES/1167(1998) | نص الوثيقة على موقع الأمم المتحدة | الحالة في طاجيكستان وعلى امتداد الحدود الطاجيكية - الأفغانية                                                                                       |
| 1168       | S/RES/1168(1998) | نص الوثيقة على موقع الأمم المتحدة | الحالة في البوسنة والهرسك - الأفغانية |
| 1169       | S/RES/1169(1998) | نص الوثيقة على موقع الأمم المتحدة | الحالة في الشرق الأوسط |
| 1170       | S/RES/1170(1998) | نص الوثيقة على موقع الأمم المتحدة | الحالة في أفريقي |
| 1171       | S/RES/1171(1998) | نص الوثيقة على موقع الأمم المتحدة | الحالة في سيراليون |
| 1172       | S/RES/1172(1998) | نص الوثيقة على موقع الأمم المتحدة | مسؤولية مجلس الأمن عن صون السلم والأمن الدوليين |
| 1173       | S/RES/1173(1998) | نص الوثيقة على موقع الأمم المتحدة | الحالة في أنغولا |
| 1174       | S/RES/1174(1998) | نص الوثيقة على موقع الأمم المتحدة | الحالة في البوسنة والهرسك |
| 1175       | S/RES/1175(1998) | نص الوثيقة على موقع الأمم المتحدة | الحالة بين العراق والكويت |
| 1176       | S/RES/1176(1998) | نص الوثيقة على موقع الأمم المتحدة | الحالة في أنغولا |
| 1177       | S/RES/1177(1998) | نص الوثيقة على موقع الأمم المتحدة | الحالة بين إريتريا وإثيوبيا |
| 1178       | S/RES/1178(1998) | نص الوثيقة على موقع الأمم المتحدة | الحالة في قبرص |
| 1179       | S/RES/1179(1998) | نص الوثيقة على موقع الأمم المتحدة | الحالة في قبرص |
| 1180       | S/RES/1180(1998) | نص الوثيقة على موقع الأمم المتحدة | الحالة في أنغولا |
| 1181       | S/RES/1181(1998) | نص الوثيقة على موقع الأمم المتحدة | الحالة في سيراليون |
| 1182       | S/RES/1182(1998) | نص الوثيقة على موقع الأمم المتحدة | الحالة في أفريقيا الوسطى |
| 1183       | S/RES/1183(1998) | نص الوثيقة على موقع الأمم المتحدة | الحالة في كرواتيا |
| 1184       | S/RES/1184(1998) | نص الوثيقة على موقع الأمم المتحدة | الحالة في البوسنة والهرسك |
| 1185       | S/RES/1185(1998) | نص الوثيقة على موقع الأمم المتحدة | الحالة المتعلقة بالصحراء الغربية |
| 1186       | S/RES/1186(1998) | نص الوثيقة على موقع الأمم المتحدة | الحالة في جمهورية مقدونيا اليوغوسلافية السابقة |
| 1187       | S/RES/1187(1998) | نص الوثيقة على موقع الأمم المتحدة | الحالة في جورجياا |
| 1188       | S/RES/1188(1998) | نص الوثيقة على موقع الأمم المتحدة | الحالة في الشرق الأوسط |
| 1189       | S/RES/1189(1998) | نص الوثيقة على موقع الأمم المتحدة | التهديدات للسلم والأمن التي تسببها أعمال الإرهاب الدولي                                                                                            |
| 1190       | S/RES/1190(1998) | نص الوثيقة على موقع الأمم المتحدة | الحالة في أنغولا |
| 1191       | S/RES/1191(1998) | نص الوثيقة على موقع الأمم المتحدة | المحكمة الدولية لمحاكمة الأشخاص المسؤولين عن الانتهاكات الجسيمة للقانون الإنساني الدولي التي ارتكبت في إقليم يوغوسلافيا السابقة                    |
| 1192       | S/RES/1192(1998) | نص الوثيقة على موقع الأمم المتحدة | قضية لوكربي |
| 1193       | S/RES/1193(1998) | نص الوثيقة على موقع الأمم المتحدة | الحالة في أفغانستان |
| 1194       | S/RES/1194(1998) | نص الوثيقة على موقع الأمم المتحدة | الحالة بين العراق والكويت |
| 1195       | S/RES/1195(1998) | نص الوثيقة على موقع الأمم المتحدة | الحالة في أنغولا |
| 1196       | S/RES/1196(1998) | نص الوثيقة على موقع الأمم المتحدة | الحالة في أفريقيا |
| 1197       | S/RES/1197(1998) | نص الوثيقة على موقع الأمم المتحدة | الحالة في أفريقيا |
| 1198       | S/RES/1198(1998) | نص الوثيقة على موقع الأمم المتحدة | الحالة المتعلقة بالصحراء الغربية |
| 1199       | S/RES/1199(1998) | نص الوثيقة على موقع الأمم المتحدة | الحالة المتعلقة بكوسوفو |
| 1200       | S/RES/1200(1998) | نص الوثيقة على موقع الأمم المتحدة | الحالة فيما يتعلق برواندا |
| 1201       | S/RES/1201(1998) | نص الوثيقة على موقع الأمم المتحدة | الحالة في جمهورية أفريقيا الوسطى |
| 1202       | S/RES/1202(1998) | نص الوثيقة على موقع الأمم المتحدة | الحالة في أنغولا |
| 1203       | S/RES/1203(1998) | نص الوثيقة على موقع الأمم المتحدة | الحالة المتعلقة بكوسوفو |
| 1204       | S/RES/1204(1998) | نص الوثيقة على موقع الأمم المتحدة | الحالة المتعلقة بالصحراء الغربية |
| 1205       | S/RES/1205(1998) | نص الوثيقة على موقع الأمم المتحدة | الحالة بين العراق والكويت |
| 1206       | S/RES/1206(1998) | نص الوثيقة على موقع الأمم المتحدة | الحالة في طاجيكستان وعلى امتداد الحدود الطاجيكية-الأفغانية                                                                                         |
| 1207       | S/RES/1207(1998) | نص الوثيقة على موقع الأمم المتحدة | المحكمة الدولية لمحاكمة الأشخاص المسؤولين عن الانتهاكات الجسيمة للقانون الإنساني الدولي التي ارتكبت في إقليم يوغوسلافيا السابقة                    |
| 1208       | S/RES/1208(1998) | نص الوثيقة على موقع الأمم المتحدة | الحالة في أفريقيا: مخيمات اللاجئين |
| 1209       | S/RES/1209(1998) | نص الوثيقة على موقع الأمم المتحدة | الحالة في أفريقيا: التدفقات غير المشروعة للأسلحة إلى أفريقيا وفيها                                                                                 |
| 1210       | S/RES/1210(1998) | نص الوثيقة على موقع الأمم المتحدة | الحالة بين العراق والكويت |
| 1211       | S/RES/1211(1998) | نص الوثيقة على موقع الأمم المتحدة | الحالة في الشرق الأوسط |
| 1212       | S/RES/1212(1998) | نص الوثيقة على موقع الأمم المتحدة | المسألة المتعلقة بهايتي |
| 1213       | S/RES/1213(1998) | نص الوثيقة على موقع الأمم المتحدة | الحالة في أنغولا |
| 1214       | S/RES/1214(1998) | نص الوثيقة على موقع الأمم المتحدة | الحالة في أفغانستان |
| 1215       | S/RES/1215(1998) | نص الوثيقة على موقع الأمم المتحدة | الحالة المتعلقة بالصحراء الغربية |
| 1216       | S/RES/1216(1998) | نص الوثيقة على موقع الأمم المتحدة | الحالة في غينيا - بيساو |
| 1217       | S/RES/1217(1998) | نص الوثيقة على موقع الأمم المتحدة | الحالة في قبرص |
| 1218       | S/RES/1218(1998) | نص الوثيقة على موقع الأمم المتحدة | الحالة في قبرص |
| 1219       | S/RES/1219(1998) | نص الوثيقة على موقع الأمم المتحدة | الحالة في أنغول |

## المرجع
1. ↑  "قرارات مجلس الأمن". الأمم المتحدة. مؤرشف من الأصل في 2018-10-22. اطلع عليه بتاريخ 22 شباط / فبراير 2017. {{استشهاد ويب}}: تحقق من التاريخ في: |تاريخ الوصول= (مساعدة)